# ...La bocca mi bacio tutto tremante
Pour plus de détails, voir Fiche technique et Distribution.
...La bocca mi bacio tutto tremante (littéralement : ...II me baisa la bouche tout tremblant) est un film italien réalisé par Ubaldo Maria Del Colle en 1919.
Le titre de ce film muet en noir et blanc vient du chant V de l'Enfer de Dante.

## Fiche technique
- Titre original : ...La bocca mi bacio tutto tremante
- Pays d'origine :  Italie
- Année : 1919
- Réalisation : Ubaldo Maria Del Colle
- Sujet : Henry Hag Merey
- Photographie : Giacomo Verrusio
- Société de production : Tina Film
- Langue : italien
- Format : Noir et blanc – 1,33:1 – 35 mm – Muet
- Genre : Drame
- Longueur de pellicule : 1 345 mètres
- Dates de sortie :
  -  Royaume d'Italie : 1er septembre 1919

## Distribution
- Ubaldo Maria Del Colle
- Tina Kassay
- Tina Somma
- Luciano Molinari